# Ron Kovic

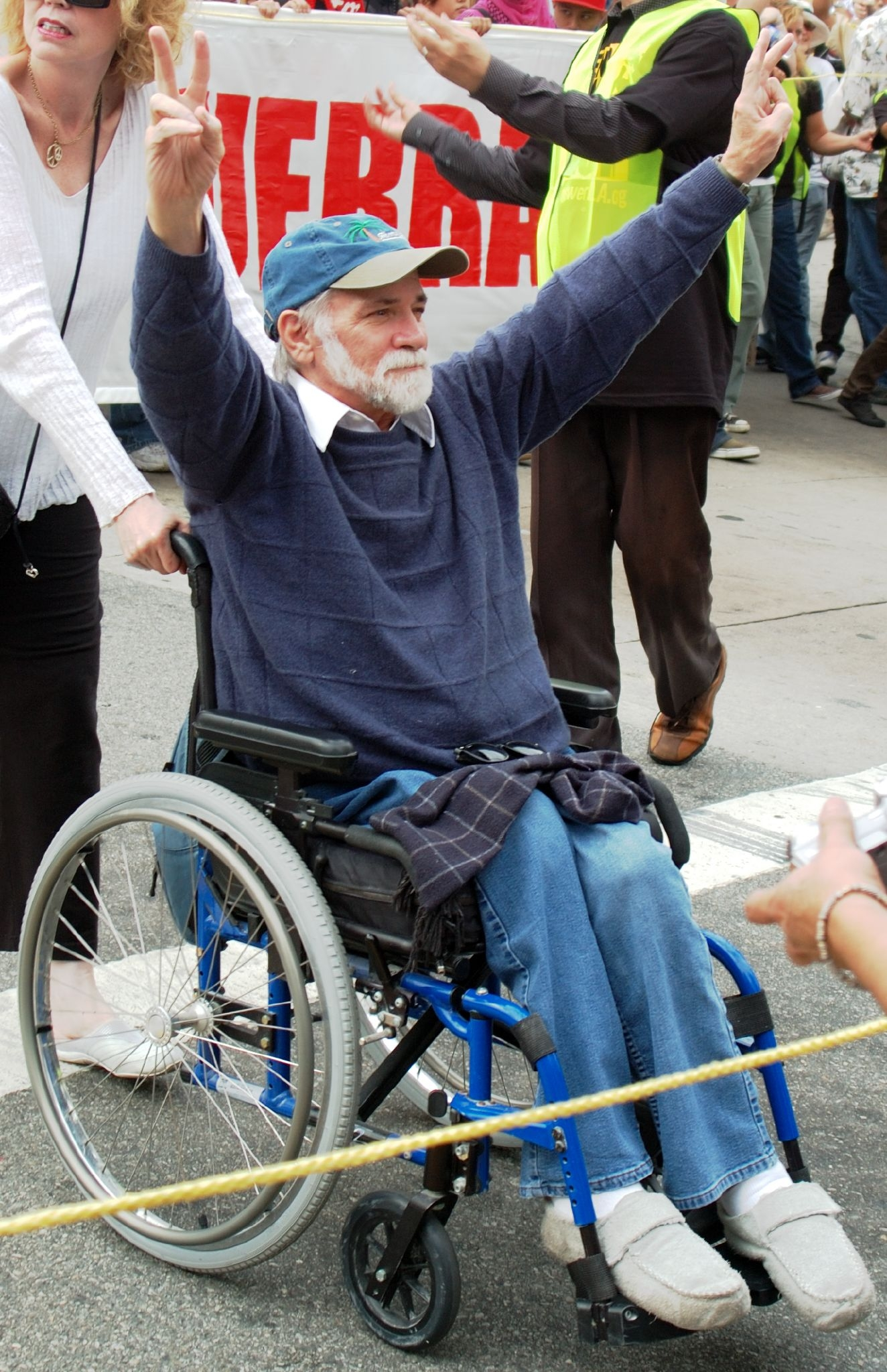
Ron Kovic op een anti-oorlogsbetoging in Los Angeles in oktober 2007

Ronald L. Kovic (Ladysmith (VS), 4 juli 1946) is een vredesactivist, schrijver en oorlogsveteraan die verlamd raakte in de oorlog in Vietnam.

## Born on the Fourth of July
Ron Kovic is het bekendst als de auteur van de autobiografie Born on the Fourth of July (Geboren op de 4e juli).
Dit boek is verfilmd in 1989 door regisseur Oliver Stone (zelf ook een Vietnamveteraan) met acteur Tom Cruise als Kovic. De film won twee Academy Awards (voor beste regie en montage) en vier Golden Globes (voor beste film, regie, hoofdrolspeler en scenario).
Kovic ontving de Golden Globe voor het beste scenario op 20 januari 1990, precies 22 jaar na de dag dat hij werd neergeschoten en verlamd raakte in de Vietnamoorlog. Hij werd ook genomineerd voor een Oscar voor het beste bewerkte scenario (samen met Oliver Stone).
Bruce Springsteen schreef het lied Shut Out The Light na het lezen van het boek en een ontmoeting met Kovic. Folkzanger en politiek activist Tom Paxton schreef het lied Born on the Fourth of July, dat op zijn album New Songs from the Briarpatch staat.
Oscarwinnend actrice Jane Fonda heeft verklaard dat Ron Kovics verhaal de inspiratie was voor haar film Coming Home.

## Levensloop
Kovic werd geboren in Ladysmith, Wisconsin en groeide op in Massapequa, New York. Hij is afgestudeerd aan de Hofstra University in Hempstead, New York.
Hij is opgeleid tot marinier en diende twee (dienst)periodes in de oorlog in Vietnam. Hij werd bekroond met de Bronze Star Medal met "V-device" voor moed en het Purple Heart.
Op 20 januari 1968 werd hij tijdens een gevecht neergeschoten en liep hij een dwarslaesie op die hem vanaf de borst verlamde.

## Vredesactivist
Hij werd een van de bekendste vredesactivisten onder de veteranen van de oorlog.
Kovic is 12 keer bij politieke protesten aangehouden.
Begin 1989 schonk hij Tom Cruise zijn Bronze Star-medaille op de laatste dag van het filmen. Hij vertelde de acteur dat hij hem gaf voor zijn "moedige weergave van de werkelijke gruwelen van oorlog."
Time Magazine meldde dat Oliver Stone zei: Hij gaf het aan Tom voor de moed deze ervaring in de hel te hebben meegemaakt, zoals iemand dat kan zonder er eigenlijk te zijn.
In 1974 leidde Kovic een groep gehandicapte Vietnamveteranen in een rolstoel in een 17-daagse hongerstaking in het kantoor van senator Alan Cranston in Los Angeles. De "veteranen tegen de slechte behandeling in Amerikaanse Veteranenziekenhuizen" eisten een betere behandeling voor de teruggekeerde veteranen, een volledig onderzoek naar alle "Veteranen Affaires (VA)" en een persoonlijke ontmoeting met het hoofd van de VA Donald E. Johnson. De staking escaleerde totdat Johnson eindelijk uit Washington D.C. kwam gevlogen en met de veteranen sprak. De hongerstaking werd snel daarna beëindigd. Enkele maanden later nam Johnson ontslag.
Kovic was een spreker op de Democratische Nationale Conventie van 1976. Hij steunde de kandidatuur van dienstweigeraar Fritz Efaw tot vicepresident van de Verenigde Staten.

## Eenentwintigste eeuw
Hij is een uitgesproken criticus van de oorlog in Irak. In november 2003 was hij bij protesten in Londen tegen het bezoek van George W. Bush. Hij was eregast tijdens een receptie gehouden voor de Britse vredestichters op het Londense stadhuis door burgemeester Ken Livingstone.
De volgende dag leidde hij een mars van enkele honderdduizenden demonstranten op Trafalgar Square, waar een grote manifestatie werd gehouden als protest tegen het bezoek van president George Bush en de oorlog in Irak.
In maart 2007 werd Kovic gecontroleerd in het Veterans Hospital in Long Beach, Californië op een geheime ziekte.
Op 20 januari 2008 herdacht Ron Kovic de 40e verjaardag van zijn beschieting en verlamming in de Vietnamoorlog.
Kovic verklaarde in maart 2005: "Het litteken zal er altijd zijn, een levende herinnering aan de oorlog, maar het heeft ook iets mooi nu, iets van geloof en hoop en liefde. Ik heb de gelegenheid gehad om via die donkere nacht van de ziel naar een nieuwe muur inzicht te krijgen in een kennis en een geheel andere visie. Ik geloof dat ik nu te lijden heb gehad voor een reden en in vele opzichten heb ik die reden gevonden in mijn inzet voor de vrede en geweldloosheid. Mijn leven is een zegen in vermomming, zelfs met de pijn en de grote problemen die mijn lichamelijke handicap verder brengen. Het is een zegen te spreken in naam van de vrede en daarmee een groot aantal mensen te kunnen bereiken."
- Bibliothèque nationale de France: cb12150166v (data)
- Catàleg d'autoritats de noms i títols de Catalunya: 981058517483106706
- CiNii: DA03946279
- Gemeinsame Normdatei: 120852195
- International Standard Name Identifier: 0000 0001 2280 5713
- Library of Congress Control Number: n84150934
- Bibliotheek van het Japanse parlement: 00446222
- Nationale Bibliotheek van Tsjechië: xx0275228
- Nationale bibliotheek van Australië: 35281149
- Nationale Bibliotheek van Israël: 987007439797905171
- Nederlandse Thesaurus van Auteursnamen: 074820109
- SNAC: w6t16bqf
- Système universitaire de documentation: 029993881
- Trove: 895769
- Virtual International Authority File: 59121473
- WorldCat: E39PBJvXfj3P3Wy4VkJh8fxFKd